# Élections sénatoriales de 1983 dans le Morbihan
Les élections sénatoriales dans le Morbihan ont lieu le dimanche 25 septembre 1983. Elles ont pour but d'élire les trois sénateurs représentant le département au Sénat pour un mandat de neuf années.

## Contexte départemental
Lors des élections sénatoriales du 22 septembre 1974 dans le Morbihan, le Républicain indépendant Raymond Marcellin a été élu au 1er tour. Joseph Yvon (Centre démocrate) et Louis Le Montagner, candidat isolé se réclamant du centre, l'ont été au 2d tour.
Depuis, tous les effectifs du collège électoral des grands électeurs ont été renouvelés, avec les élections législatives de 1981, les élections cantonales de 1979 et 1983 et les élections municipales de 1983.

## Rappel des résultats de 1974
| Candidat et parti politique | Candidat et parti politique | Candidat et parti politique | Premier tour | Premier tour | Second tour | Second tour |
| Candidat et parti politique | Candidat et parti politique | Candidat et parti politique | Voix         | %            | Voix        | %           |
| --------------------------- | --------------------------- | --------------------------- | ------------ | ------------ | ----------- | ----------- |
|                             | Raymond Marcellin           | RI                          | 747          | 54,56        |             |             |
|                             | Joseph Yvon                 | CD                          | 573          | 41,85        | 775         | 57,49       |
|                             | Louis Le Montagner          | Centr.                      | 406          | 29,65        | 854         | 63,35       |
|                             | Victor Golvan               | UDR                         | 402          | 29,36        | Retrait     | Retrait     |
|                             | Eugène Remilly              | RI                          | 375          | 27,39        | Retrait     | Retrait     |
|                             | Michel Masson               | PS                          | 373          | 27,24        | 483         | 35,83       |
|                             | Jean Lagarde                | PS                          | 326          | 23,81        |             |             |
|                             | Albert Rivier               | PS                          | 299          | 21,84        |             |             |
|                             | Jean Maurice                | PCF                         | 140          | 10,22        | 401         | 29,75       |
|                             | Eugène Crépeau              | PCF                         | 133          | 9,71         |             |             |
|                             | René Maury                  | PCF                         | 128          | 9,35         |             |             |
|                             | Joseph Laurent              | FN                          | 38           | 2,77         |             |             |
|                             |                             |                             |              |              |             |             |
| Inscrits                    | Inscrits                    | Inscrits                    | 1 385        | 100,00       | 1 385       | 100,00      |
| Abstentions                 | Abstentions                 | Abstentions                 | 5            | 0,36         | 6           | 0,43        |
| Votants                     | Votants                     | Votants                     | 1 380        | 99,64        | 1 379       | 99,57       |
| Blancs et nuls              | Blancs et nuls              | Blancs et nuls              | 11           | 0,79         | 31          | 2,24        |
| Exprimés                    | Exprimés                    | Exprimés                    | 1 369        | 98,84        | 1 348       | 97,33       |

## Sénateurs sortants
| Sénateur | Sénateur               | Parti | Fonctions lors de l'élection en 1974                                           |
| -------- | ---------------------- | ----- | ------------------------------------------------------------------------------ |
|          | Louis Le Montagner (†) | DVD   | Maire de Guidel                                                                |
|          | Raymond Marcellin      | RI    | Conseiller général de Sarzeau et maire de Vannes                               |
|          | Henri Le Breton        | UDF   | Sénateur sortant, conseiller général de Saint-Jean-Brévelay et maire de Buléon |
|          | Joseph Yvon            | DVD   | Sénateur sortant, maire de Groix                                               |

Henri Le Breton est élu le 20 septembre 1981 lors d'un scrutin sénatorial partiel destiné à remplacer Raymond Marcellin devenu député de la 1re circonscription du Morbihan.
Suite au décès de Louis Le Montagner le 30 janvier 1983, un siège de sénateur est vacant.

## Présentation des candidats et des suppléants
Les nouveaux représentants sont élus pour une législature de 9 ans au suffrage universel indirect par les 1 556 grands électeurs du département. Dans le Morbihan, les sénateurs sont élus au scrutin majoritaire à deux tours. Leur nombre reste inchangé, 3 sénateurs sont à élire. On compte 14 candidats dans le département, chacun avec un suppléant, dont 5 candidatures individuelles.
| T |  | Jean Maurice              | PCF        | Conseiller général et maire de Lanester                                        |  |  |  |  |
| S |  | Dany Jaffré               | PCF        | Conseillère municipale de Lorient                                              |  |  |  |  |
| T |  | Pierre Joubin             | PCF        | Conseiller municipal de Vannes                                                 |  |  |  |  |
| S |  | René Mory                 | PCF        | Conseiller municipal d'Auray                                                   |  |  |  |  |
| T |  | Jean Le Borgne            | PCF        | Maire d'Hennebont                                                              |  |  |  |  |
| S |  | Daniel Kerjean            | PCF        | Conseiller municipal de Cléguérec                                              |  |  |  |  |
| T |  | Georges Jégouzo           | PS         | Conseiller général de Ploemeur et conseiller municipal de Larmor-Plage         |  |  |  |  |
| S |  | Jocelyne Le Tellier       | PS         | Conseillère municipale d'Hennebont                                             |  |  |  |  |
| T |  | Pierre Bernard            | PS         | Député européen                                                                |  |  |  |  |
| S |  | Geneviève Roulier         | PS         |                                                                                |  |  |  |  |
| T |  | Philippe Meyer            | PS         | Conseiller municipal de Vannes                                                 |  |  |  |  |
| S |  | Jean-Yves Moisan          | PS         | Conseiller municipal de Josselin                                               |  |  |  |  |
| T |  | Christian Bonnet          | UDF (PR)   | Député-maire de Carnac et conseiller général de Belle-Île                      |  |  |  |  |
| S |  | René Le Coustumer         | DVD        | Conseiller général et maire d'Allaire                                          |  |  |  |  |
| T |  | Josselin de Rohan         | RPR        | Conseiller général et maire de Josselin                                        |  |  |  |  |
| S |  | Dominique Yvon            | RPR        | Conseiller général de Groix                                                    |  |  |  |  |
| T |  | Henri Le Breton           | UDF (CDS)  | Sénateur sortant, conseiller général de Saint-Jean-Brévelay et maire de Buléon |  |  |  |  |
| S |  | Yves Le Cabellec          | UDF (CDS)  | Conseiller général et maire de Plouay                                          |  |  |  |  |
|   |  |                           |            |                                                                                |  |  |  |  |
| T |  | Jacques Bellanger         | UDF        | Conseiller municipal de Lorient                                                |  |  |  |  |
| S |  | Jean-Paul Le Breton       | DVD        | Conseiller municipal de Larmor-Plage                                           |  |  |  |  |
| T |  | Joseph Briend             | UDF (PR)   | Conseiller général de Questembert et maire de Pleucadeuc                       |  |  |  |  |
| S |  | Jean-François Le Bagousse | RPR        | Adjoint au maire de Larmor-Plage                                               |  |  |  |  |
| T |  | Roger Lefèbvre            | RPR        | Conseiller municipal de Lorient                                                |  |  |  |  |
| S |  | François Catherine        | DVD        | Maire de Guiscriff                                                             |  |  |  |  |
| T |  | Jean Letournel            | RPR        | Conseiller général de La Trinité-Porhoët et maire de Guilliers                 |  |  |  |  |
| S |  | Emmanuel Giquel           | DVD        | Maire de Sainte-Hélène                                                         |  |  |  |  |
| T |  | Eugène Remilly            | RPR (app.) | Député européen                                                                |  |  |  |  |
| S |  | Raymond Guillard          | DVD        | Maire de Lizio                                                                 |  |  |  |  |

## Résultats
| Candidat et parti politique | Candidat et parti politique | Candidat et parti politique | Premier tour | Premier tour | Second tour | Second tour |
| Candidat et parti politique | Candidat et parti politique | Candidat et parti politique | Voix         | %            | Voix        | %           |
| --------------------------- | --------------------------- | --------------------------- | ------------ | ------------ | ----------- | ----------- |
|                             | Henri Le Breton             | UDF                         | 915          | 59,73        |             |             |
|                             | Christian Bonnet            | UDF                         | 895          | 58,42        |             |             |
|                             | Josselin de Rohan           | RPR                         | 696          | 45,43        | 990         | 67,03       |
|                             | Joseph Briend               | UDF                         | 433          | 28,26        |             |             |
|                             | Georges Jégouzo             | PS                          | 256          | 16,71        | 383         | 25,93       |
|                             | Philippe Meyer              | PS                          | 249          | 16,25        |             |             |
|                             | Pierre Bernard              | PS                          | 245          | 15,99        |             |             |
|                             | Jean Letournel              | RPR                         | 218          | 14,23        |             |             |
|                             | Eugène Remilly              | RPR (app.)                  | 164          | 10,70        |             |             |
|                             | Jean Maurice                | PCF                         | 101          | 6,59         |             |             |
|                             | Pierre Joubin               | PCF                         | 96           | 6,27         |             |             |
|                             | Jean Le Borgne              | PCF                         | 96           | 6,27         |             |             |
|                             | Jacques Bellanger           | UDF                         | 51           | 3,33         | 104         | 7,04        |
|                             | Roger Lefèbvre              | RPR                         | 45           | 2,94         |             |             |
|                             |                             |                             |              |              |             |             |
| Inscrits                    | Inscrits                    | Inscrits                    | 1 556        | 100,00       | 1 556       | 100,00      |
| Abstentions                 | Abstentions                 | Abstentions                 | 4            | 0,26         | 13          | 0,84        |
| Votants                     | Votants                     | Votants                     | 1 552        | 99,74        | 1 543       | 99,16       |
| Blancs et nuls              | Blancs et nuls              | Blancs et nuls              | 20           | 1,29         | 66          | 4,28        |
| Exprimés                    | Exprimés                    | Exprimés                    | 1 532        | 98,71        | 1 477       | 95,72       |

Suite à un accord entre les fédérations départementales du PS et du PCF, l'ensemble des candidats communistes et socialistes se retirent et seul Georges Jégouzo se présente pour le second tour au nom de la gauche unie et de la majorité présidentielle.